# Vrba nachová
Vrba nachová (Salix purpurea) je keř patřící do čeledi vrbovité (Salicaceae).

## Popis
Je to středně velký opadavý keř 2–5(–8) m vysoký, který má tenké, husté, ohebné a vzpřímené větve, které vytvářejí metlovitou korunu. Kmínky mají až 15 cm v průměru. Dožívá se okolo 40 let.
Borka je šedá, hladká, letorosty šedozelené, lesklé. Lýko je žluté barvy. Pupeny jsou dlouhé 2–3 mm, květní až 7 mm dlouhé, načervenalé.
Listy v zásadě střídavé, ale často i vstřícné, obkopinaté, 5–8 cm dlouhé, 0,8–1,5 cm široké, v dolní části celokrajné, v horní pilovité. Svrchu jsou listy zelené, slabě lesklé, rub je světlejší, matný, při vadnutí mají modročernou barvu. Řapík 2–4 mm dlouhý, palisty chybí.
Vrba nachová je dvoudomý keř. Jehnědy má štíhlé, přisedlé, válcovitého tvaru, 2–3 cm dlouhé, 0,4–0,5 cm široké, vstřícné nebo mírně vyhnuté. Samčí květy mají zdánlivě 1 tyčinku, nitky tyčinek jsou pod prašníky srostlé. Vejcovitý, chlupatý semeník u samičích květů je téměř bez čnělky, blizny jsou krátké. Má dlouhé květní listeny tmavohnědé a chlupaté a jednu nektariovou žlázku.
Plodem jsou tobolky, 4 mm dlouhé, v každé chlopni tobolky jsou 3 základy semen. Kvete v dubnu a květnu před rašením listů, plody dozrávají začátkem léta.

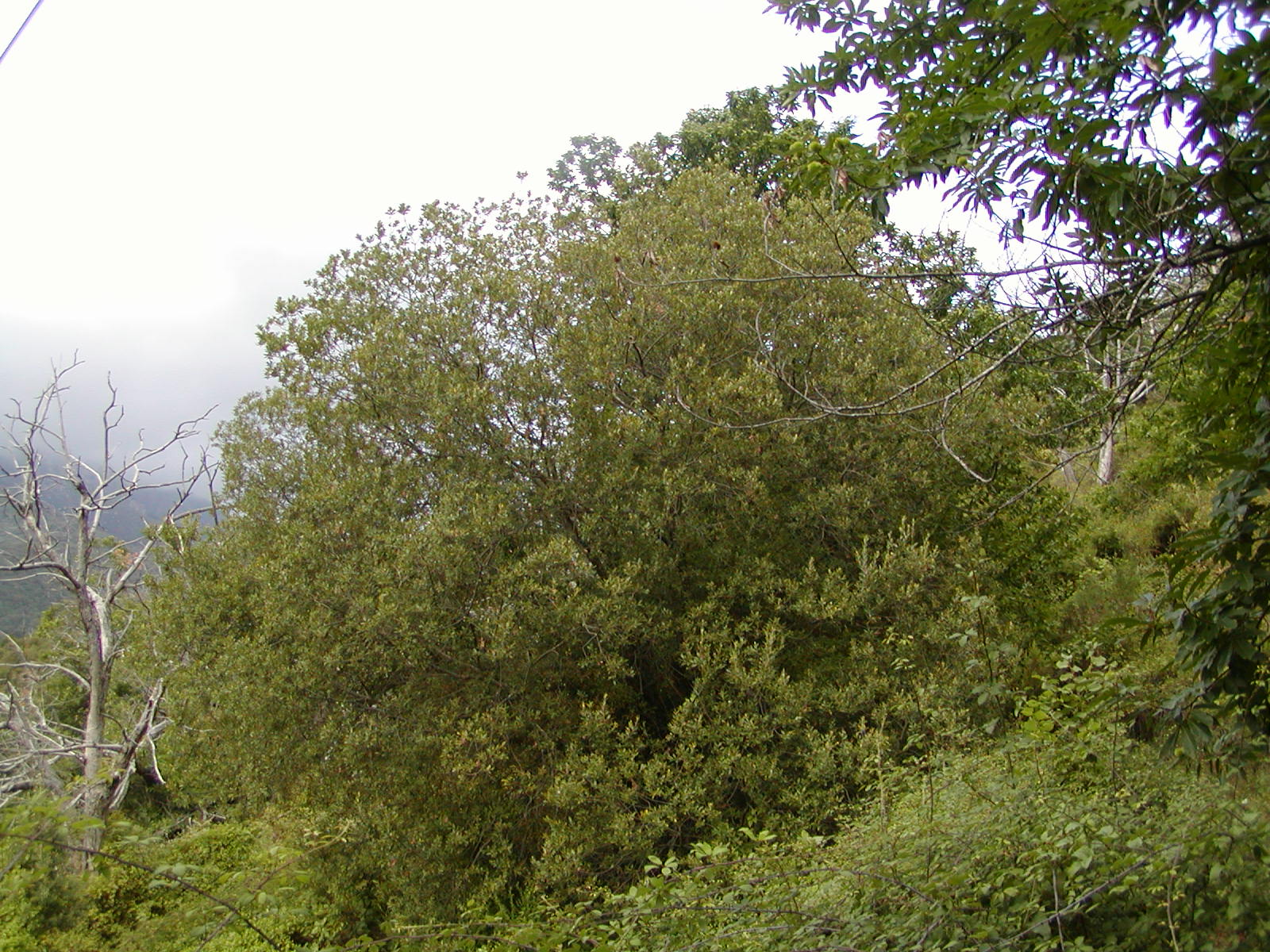
Keř vrby nachové
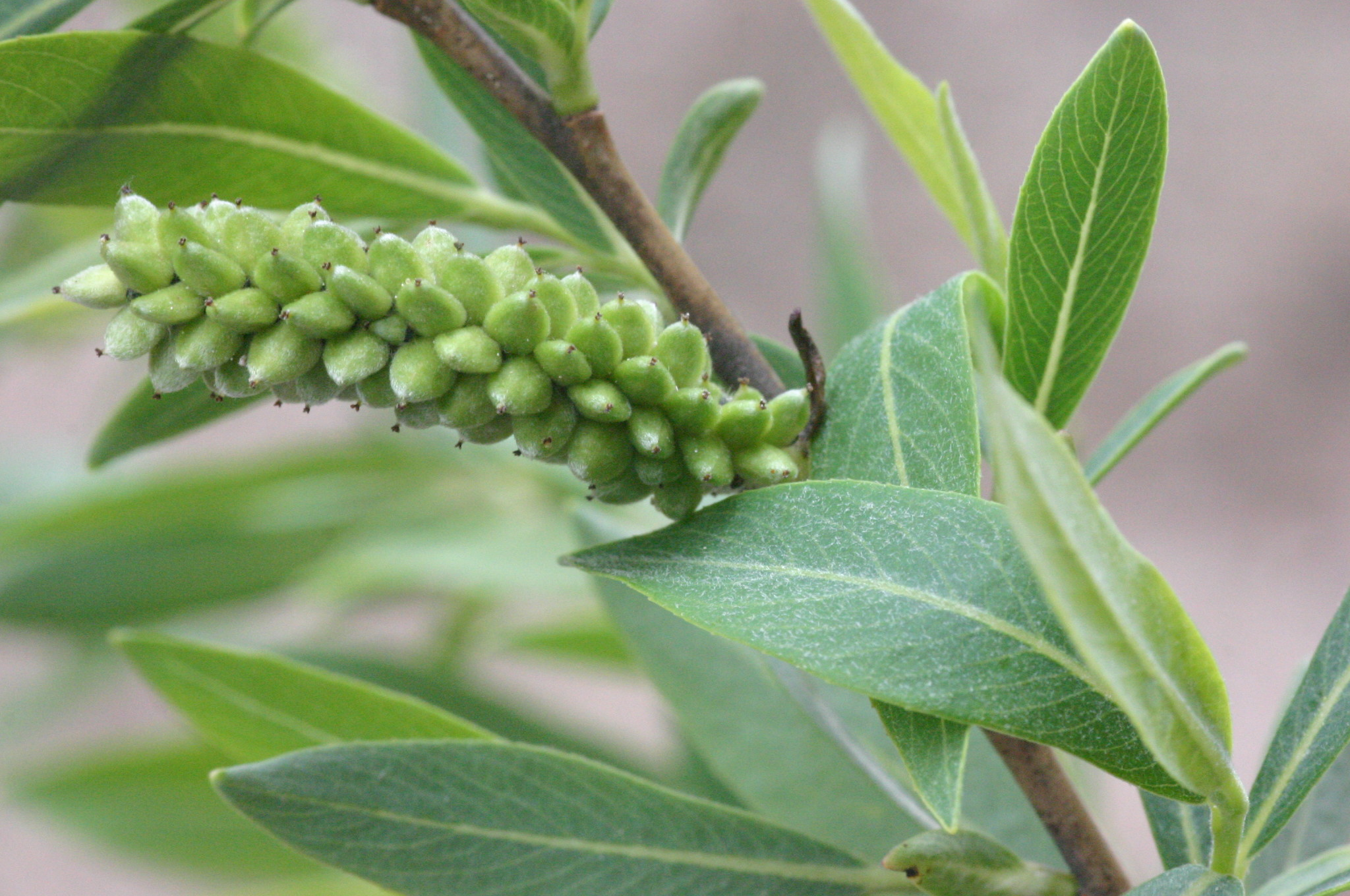
Větévka vrby nachové s plody
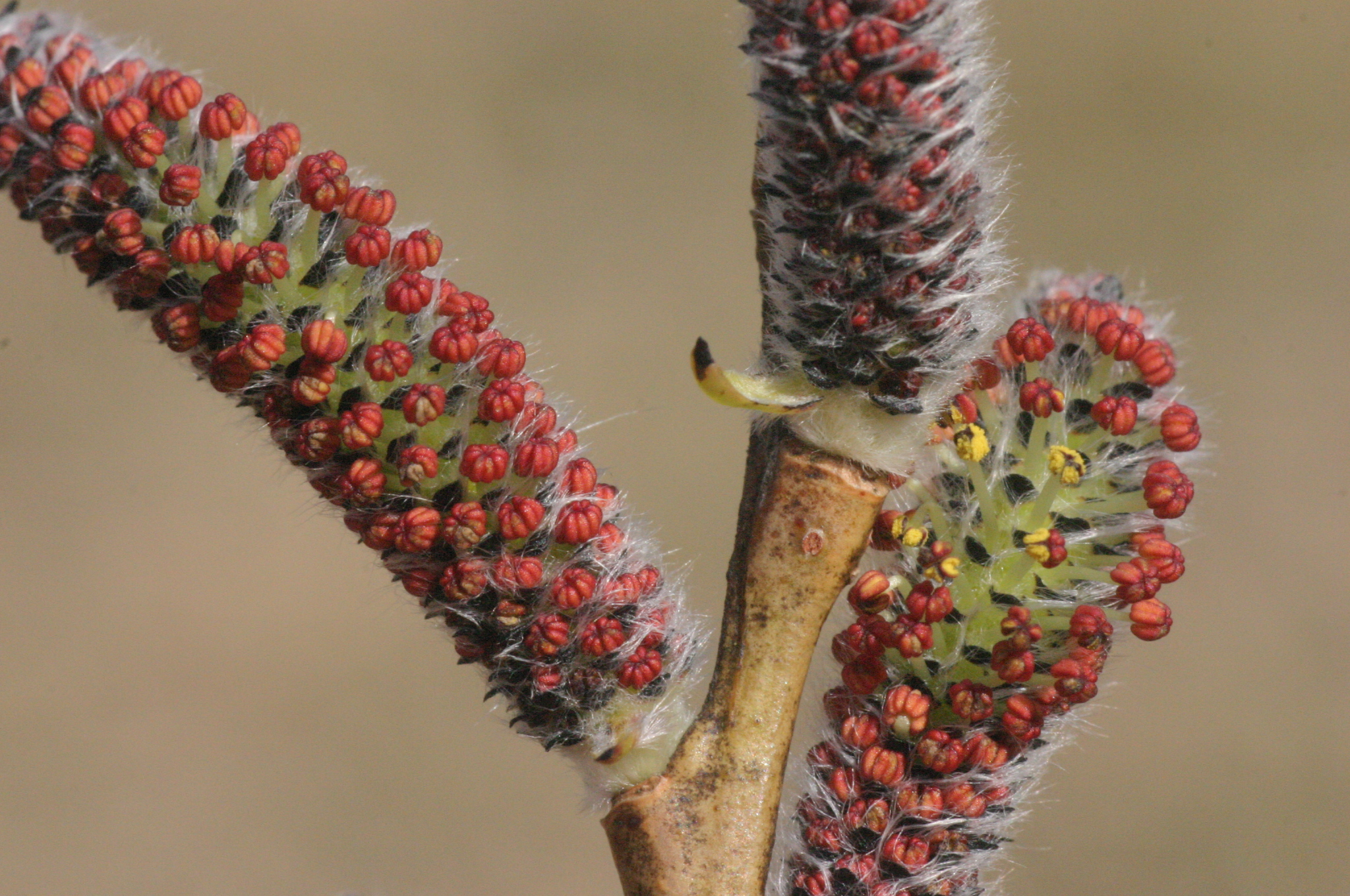
Detail samčích jehněd
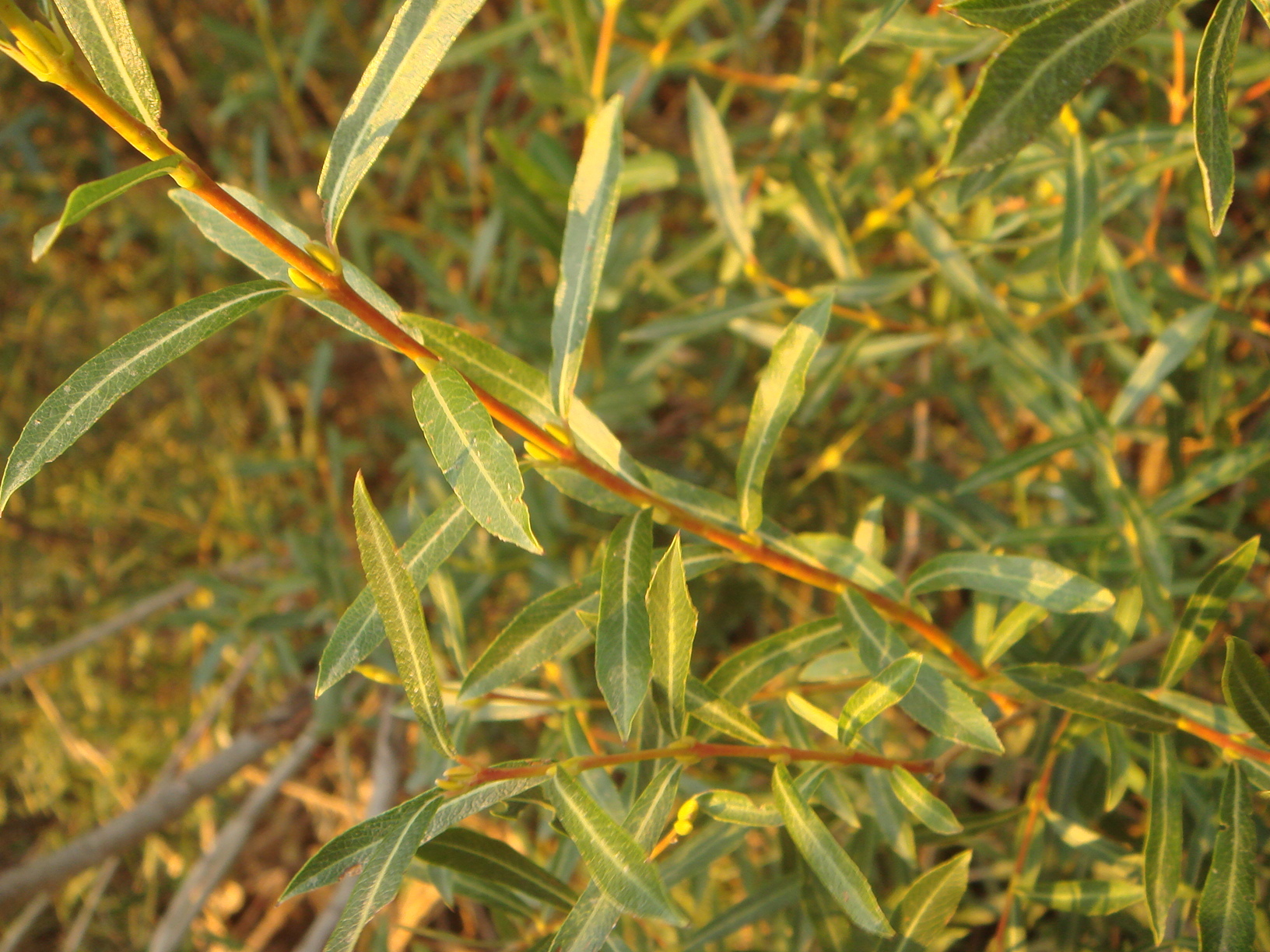
Větévka s některými vstřícně postavenými listy

## Rozšíření
Vyskytuje se v Evropě, severní Africe, chybí ve Skandinávii a v chladné severovýchodní Evropě, pravděpodobně introdukovaná je na Britských ostrovech. V Česku roste od nížin do nižších horských poloh, hojně se vyskytuje v Moravskoslezských Beskydech. Díky tomu, že má velmi hořké listy i kůru, která obsahuje až 7 % salicinu, ji dobytek neokusuje a tudíž se její výskyt v pastevních oblastech zvyšuje.

## Ekologie
Roste na minerálně bohatších půdách s větším podílem skeletu. Ekologické nároky nejsou příliš vysoké, a proto je hodně rozšířená. Její výskyt je nejvíce na štěrcích, na bazických a silikátových podkladech. Je odolná vůči záplavám. Tvoří břehové porosty podél řek a potoků.

## Význam
Jeden z hlavních důvodů pěstování vrby nachové je odedávna její proutí. Vysazována je i ke zpevňování okrajů břehů. V sadovnictví se setkáváme s několika kultivary. Používá se také pro farmaceutické účely. Již v antice Hippokrates doporučoval šťávu z vrbové kůry k tišení porodních a revmatických bolestí.[zdroj?]